# Тамара Шустић
Тамара Шустић (Нови Сад, 9. јун 1995) српска је глумица.

## Биографија
Глуму је студирала на Академији уметности Универзитета у Новом Саду, где је 2018. године дипломирала у класи професорке Јасне Ђуричић. Касније се преселила у Београд и ту започела професионалну каријеру.

## Каријера

### Филм и телевизија
Своје прве телевизијске улоге остварила је у епизодама серија Група и Пси лају, ветар носи. Прву главну улогу је добила у серији Преживети Београд, где је тумачила је лик Невене. Једну од водећих улога играла је у теленовели Југословенка, док је у подели серије Тома добила улогу Олгице, прве супруге Томе Здравковића. Филмску улогу, потом је имала у остварењу Ивице Видановића Џем од кавијара. Појавила се у улози новинарке Соње у теленовели Од јутра до сутра. Њен лик у серији Тунел, психолог Миња Ковачевић, један је од припадника групе за преговоре Министарства унутрашњих послова.

### Позориште
Током студија је играла у Академском позоришту „Промена”. Дипломска представа њене класе, Три зиме, извођена је на различитим сценама. Била је на програму Град театра у Будви 2019. године. У Југословенском драмском позоришту је током 2021/22. остварила премијерне улоге у представама Широка земља и Алиса у земљи страхова. У Народном позоришту је почетком јула 2023. премијерно заиграла у комедији Рибарске свађе. Током децембра исте године остварила је још једну премијеру у Југословенском драмском позоришту, улогом у представи Лимени добош.

## Улоге

### Позоришне представе
| Наслов                        | Улога          | Редитељ             | Позориште                       | Премијера           |
| ----------------------------- | -------------- | ------------------- | ------------------------------- | ------------------- |
| За шта бисте дали свој живот? | више улога     | Харис Пашовић       | East West                       | 30. септембар 2016. |
| Путујуће позориште Шопаловић  | Софија Суботић | Јасна Ђуричић       | Академско позориште „Промена”   | 21. фебруар 2017.   |
| Случај Хармс                  |                | Јасна Ђуричић       | Академско позориште „Промена”   | 29. октобар 2017.   |
| Три зиме                      | Дуња Краљ      | Јасна Ђуричић       | Академско позориште „Промена”   | 9. фебруар 2019.    |
| Широка земља                  | Ерна           | Марко Манојловић    | Југословенско драмско позориште | 26. септембар 2021. |
| Алиса у земљи страхова        | Пух и Орлић    | Александар Поповски | Југословенско драмско позориште | 3. фебруар 2022.    |
| Рибарске свађе                | Луцијета       | Ана Томовић         | Народно позориште у Београду    | 2. јул 2023.        |
| Лимени добош                  |                | Васил Христов       | Југословенско драмско позориште | 8. децембар 2023.   |

### Филмографија
|                   | 2010▼ | 2020▼ | Укупно |
| ----------------- | ----- | ----- | ------ |
| Дугометражни филм | 0     | 1     | 1      |
| ТВ филм           | 0     | 0     | 0      |
| ТВ серија         | 3     | 6     | 9      |
| Кратки филм       | 0     | 0     | 0      |
| Укупно            | 3     | 7     | 10     |

| Год.       | Назив                         | Улога             |
| ---------- | ----------------------------- | ----------------- |
| 2010-е▲    |                               |                   |
| 2019.      | Група (серија)                |                   |
| 2019.      | Пси лају, ветар носи (серија) | Јованка           |
| 2019—2020. | Преживети Београд (серија)    | Невена            |
| 2020-е▲    |                               |                   |
| 2020.      | Југословенка (серија)         | Јелена Ристић     |
| 2022.      | Џем од кавијара               | Сашка             |
| 2023.      | Од јутра до сутра (серија)    | Соња              |
| 2023.      | Посета (серија)               | Биса              |
| 2023.      | Тунел (серија)                | Миња Ковачевић    |
| 2023.      | Тома (серија)                 | Олгица Здравковић |
| 2024.      | Време смрти (серија)          |                   |